# 69 (število)
69 (devétinšéstdeset) je naravno število, za katero velja velja 69 = 68 + 1 = 70 - 1.

## V matematiki
- sestavljeno število.
- polpraštevilo.
- vsota vseh pozitivnih deliteljev števil od 1 do 9: {\displaystyle 69=1+1+2+1+3+1+2+4+1+5+1+2+3+6+1+7+1+2+4+8+1+3+9}.
- število števk v dvojiškem sestavu števila 69 je liho.
- Ulamovo število {\displaystyle 69=16+53\,\!}.

## V znanosti
- vrstno število 69 ima tulij (Tm).

## Drugo

### Astronomija
- Messierovo telo M69 je zvezdna kopica v ozvezdju Strelca z navideznim sijem 9,0.

### Leta
- 469 pr. n. št., 369 pr. n. št., 269 pr. n. št., 169 pr. n. št., 69 pr. n. št.
- 69, 169, 269, 369, 469, 569, 696, 769, 869, 969, 1069, 1169, 1269, 1369, 1469, 1569, 1696, 1769, 1869, 1969, 2069, 2169